# Улица Герцена (Воронеж)
Улица Герцена — улица в исторической части Воронежа, двумя участками (прерывается территорией Никольской церкви) проходит от улицы Чернышевского до улицы Таранченко (протяжённость участка около 180 м.) и от Сиреневой улицы до улицы Софьи Перовской (протяжённость участка около 125 м.).

## История
Известна с середины XVIII века, вошла в градостроительный план 1774 года. Историческое название — Никольский переулок по Никольской церкви, стоящей в районе улицы.
В 1928 году получила название в честь русского революционера, публициста и мыслителя Александра Ивановича Герцена (1812—1870).
Среди частной жилой застройки улицы сохранилось несколько зданий из исторической застройки XIX — начала XX века. Д. 16 — единственное сохранившееся с XIX века городское здание, в целом кирпичное и имеющее лишь мезонин деревянным. В начале XX века этот дом приобрёл воронежский промышленник Н. С. Арно.
Застройка пойменного участка улицы у реки Воронеж снесена.

## Достопримечательности

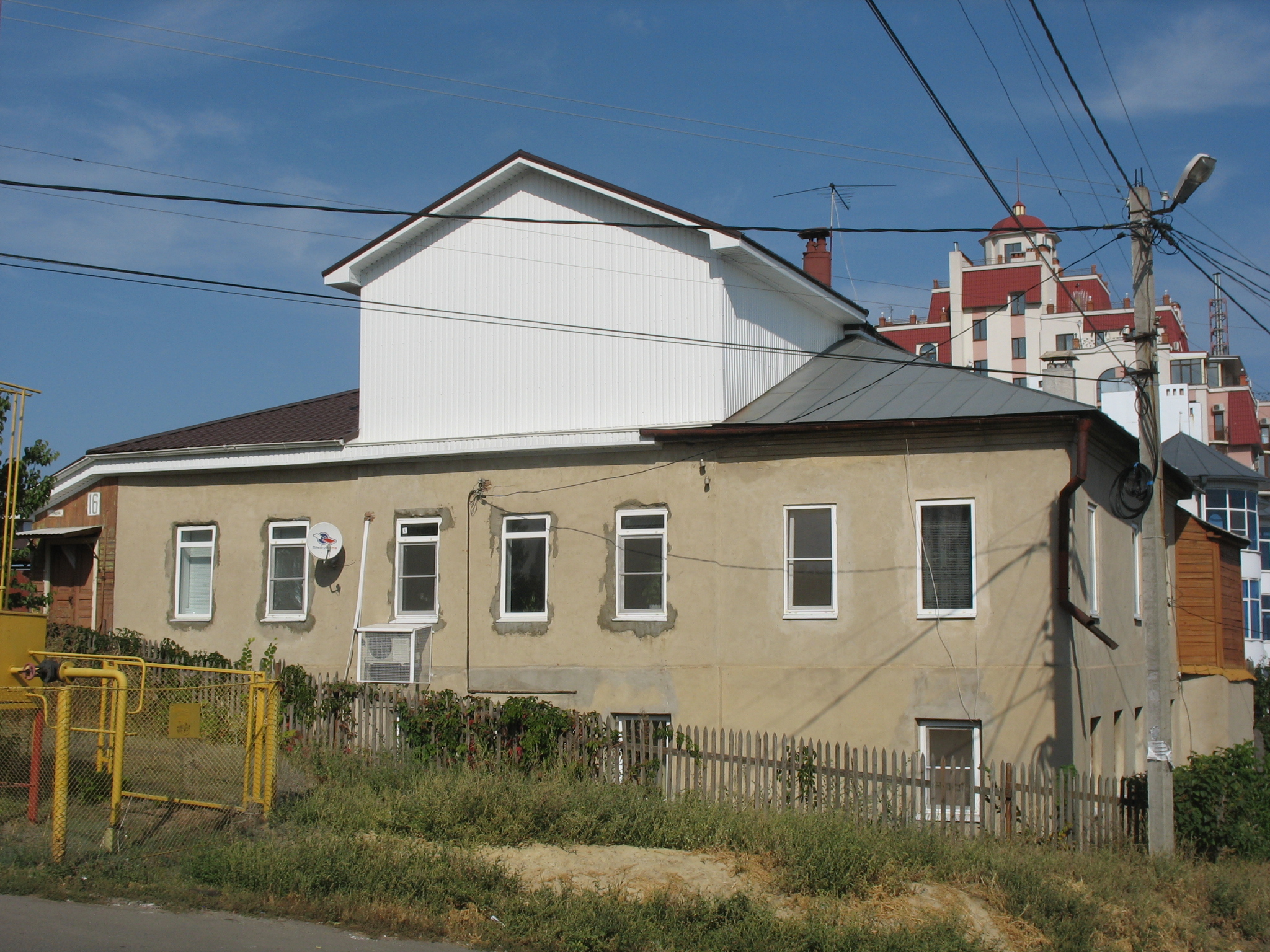
Дом винозаводчика Н. С. Арно

д. 16 — Дом винозаводчика Н. С. Арно

## Известные жители
д. 16 — династия Арно